# Phalone Leticia Nzimo
Phalone Leticia Nzimo, née le 14 octobre 2001, est une haltérophile camerounaise.

## Carrière
Elle est médaillée d'argent à l'arraché, à l'épaulé-jeté et au total dans la catégorie des moins de 87 kg aux championnats d'Afrique 2022 au Caire.